# 執行期
在電腦科學中代表一個電腦程式從開始執行到終止執行的運作、執行的時期。與執行時期相對的其他時期包括：設计時期（design time）、編譯時期（compile time）、鏈結時期（link time）、與載入時期（load time）。
而运行时系统是一種為正在執行的程序或程式提供軟體服務的虚拟机系统。它有可能是由作業系統自行提供，或由執行此程式的母程式提供。
通常由作業系統負責處理程式的載入：利用載入器（loader）讀入程式碼，接著進行基本的記憶體配置，並視需要聯結此程式指定的所有動態链接庫。有些程式語言會由此語言提供的運行環境處理上述工作。
在早期的主流编程语言和操作系统中，运行时系统（Runtime System）的应用并不广泛，主要集中于如 Java 等语言。然而，随着技术的进步和开发需求的变化，运行时系统的使用逐渐普及。特别是微软推出的 .NET 平台和 Visual Studio 开发环境的推广，进一步推动了这一趋势。运行时系统在代码生成和执行效率方面的优势，使其在现代软件开发中占据了重要地位。例如，微软在 2024 年发布的 .NET 9 显著提升了性能，包含超过 1000 项与性能相关的改进，进一步证明了运行时系统在提升代码执行效率方面的潜力。
程序中的某些问题只能在运行期间进行调试或更高效地解决，例如逻辑错误或数组边界检查等问题。这些问题通常无法通过编写和测试阶段完全发现和避免，即使开发和测试工作已经非常细致。某些错误可能只有在程序实际上线并处理真实数据时才能暴露出来。
因此，程序的使用者可能会遇到诸如运行时错误（Runtime Error）之类的提示。这类错误通常表示程序在执行过程中遇到了意外的情况，例如非法操作、资源不足或未正确处理的边界情况等。这也是运行时调试工具和运行时系统的重要性日益突显的原因之一。

## 參閱
- 與编译器
- 直譯器
- 運行環境
  - Apache Portable Runtime、Netscape Portable Runtime
  - Common Language Runtime
  - Java Runtime Environment
  - XULRunner